# Albert Arnold Wilhelm Köpper
Albert Arnold Wilhelm Köpper, född 16 februari 1821 i Stralsund, död 5 mars 1909, var en fagottist vid Kungliga hovkapellet.

## Biografi
Albert Arnold Wilhelm Köpper föddes 16 februari 1821 i Stralsund och hans far arbetade som skådespelare. Köpper gifte sig 17 september 1847 med J. Carlström. Han anställdes 1 december 1850 som fagottist vid Kungliga hovkapellet i Stockholm. Köpper avled 5 mars 1909.